# Abram Gannibal
Abram Petróvich Gannibal (nótese que el apellido es agudo: gan-ni-BAL; en ruso: Абрам Петрович Ганнибал; también llamado Ибрагим Петрович Ганнибал Ibraguim Petróvich Gannibal y Арап Петра Великого Arap Petrá Velíkogo) (1696-14 de mayo de 1781) fue un príncipe africano, posiblemente etíope o camerunés, secuestrado por esclavistas otomanos y finalmente llevado a Rusia, donde fue presentado ante Pedro I el Grande, que terminó convirtiéndose en general de división, ingeniero militar y gobernador de Tallin. Es quizá más conocido por ser el bisabuelo de Aleksandr Pushkin, quien escribió una novela inconclusa sobre él.

## Comienzos
Sus orígenes son inciertos. Los primeros escritos sobre Gannibal sugieren que nació en 1696 en un pueblo llamado Lagon, la capital de una provincia menor de Etiopía, localizada en el lado norte del río Mareb. Empero, tal emplazamiento no ha sido identificado en Etiopía. Se rumoreaba que era el decimonoveno hijo de algún mandatario menor o de un señor de la guerra. La investigación de Dieudonné Gnammankou (1996) sugiere que podría provenir realmente del Sultanato de Logone-Birni en Camerún.
En un documento oficial que Gannibal presentó en 1742 a la emperatriz Isabel I de Rusia, demandando por el rango de nobleza, preguntó si podía emplear una cresta familiar blasonada con un elefante y la misteriosa palabra "FVMMO", que significa "la patria" en lengua kotoko, del actual Camerún, lo que podría implicar que su hogar nativo era Kotoko, no obstante FVMMO puede ser asimismo, tal como se ha sugerido habitualmente, las iniciales de la expresión latina "Fortuna Vitam Meam Mutavit Oppido" lo cual significa "La casualidad ha cambiado mi vida totalmente".
Con siete años (circa. 1703) Gannibal fue llevado a la corte del Imperio otomano en Constantinopla. Basado en tal año, el sultán podría ser Mustafa II o Ahmed III. La biografía alemana de Gannibal, compilada anónimamente de sus propias palabras, explica que los hijos de las familias nobles eran capturados para el mandatario de todos los musulmanes, el sultán turco, como rehenes, para ser asesinados o vendidos si sus padres no se comportaban apropiadamente. 
La hermana de Gannibal, Lahan, fue capturada al mismo tiempo pero falleció durante el viaje. 
En 1704, tras un año en la capital, Gannibal fue tomado, para posteriormente reubicarlo, por un subordinado del embajador ruso que seguía órdenes de sus superiores. Todo esto fue hecho por orden de Pedro el Grande. Aparentemente Gannibal no era el único en ser llevado. Aun cuando era frecuente en aquella época tener niños negros como pajes en las cortes de las monarquías europeas, el zar buscaba un éxito educativo y no tanto seguir la moda.
Estos niños eran salvajes e incivilizados desde el punto de vista de la época, y Pedro pretendía probar que eran tan buenos en artes y ciencias como sus iguales rusos, amén de mostrar que valoraba a la gente por sus talentos y facultades y no por su color de piel.
Gannibal fue bautizado en 1705 en la Iglesia de Santa Paraskeva en Vilna. Pedro fue su padrino. Esta fecha es usada como la de su aniversario, al desconocer cuando nació.

## Educación
En 1717, Gannibal fue llevado a París para continuar su educación en artes, ciencias y el arte de la guerra. Por aquel entonces hablaba con fluidez varias lenguas y era diestro en matemáticas. Combatió con las fuerzas de Luis XV, y alcanzó el rango de capitán. Fue durante este tiempo en Francia cuando adoptó su apellido en honor al general cartaginés Aníbal, (Gannibal es la transliteración al ruso). En París conoció y entabló amistad con figuras de la Ilustración tales como el Barón de Montesquieu y Voltaire.

## Bajo Pedro e Isabel

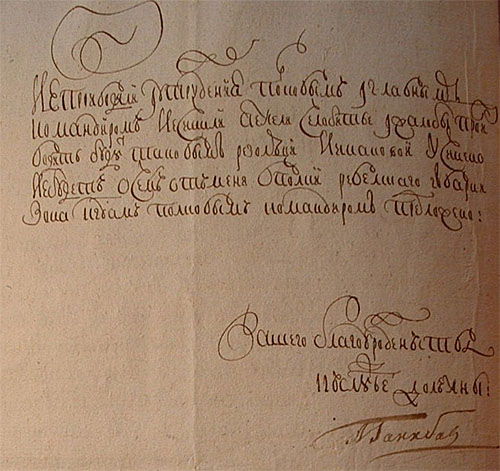
Carta firmada por A. Ganibal el 22 de marzo de 1744. Tallin.

La educación de Gannibal se completó en 1722, estando listo para volver a Rusia. Escribió a Pedro pidiéndole permiso para regresar a Rusia por tierra, y no por mar. Se rumorea que se encontró con Pedro en su retorno, a unos pocos kilómetros de Moscú.
Tras la muerte de Pedro en 1725, Gannibal fue exiliado en Siberia en 1727, a unas 4.000 millas al este de San Petersburgo. En 1730 fue indultado gracias a sus habilidades como ingeniero militar. Tras el ascenso de la hija de Pedro, Isabel I de Rusia, al trono en 1741, Gannibal se convirtió en un destacado miembro de la corte. Obtuvo el rango de general de división y llegó a ser gobernador de Tallin, puesto que mantuvo de 1742 a 1752. Una carta firmada el 22 de marzo de 1744 por "Abram Ganibal" se conserva en el archivo de la ciudad de Tallin. La emperatriz Isabel le había dispensado la estancia Mijáilovskoye en Pskov, con cientos de siervos. Se retiró en 1762.
Se dice que el gran general ruso Aleksandr Suvórov debió su carrera militar a Gannibal, quien convenció al padre de Suvorov para que pudiese seguir la vía militar.

## Familia

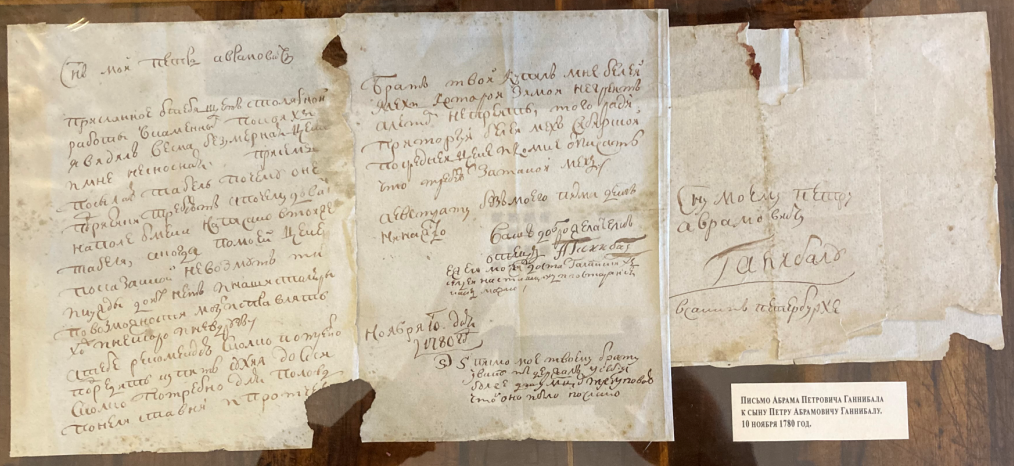
Carta de Abram Gannibal a su hijo.

Gannibal se casó dos veces. Su primera esposa fue Yevdokía Dioper, una griega. La pareja se casó en 1731 y tuvo una hija. Dioper, que fue forzada a casarse con él, detestaba a su marido. Cuando Gannibal descubrió que le había sido infiel, fue arrestada y encarcelada, pasando once años en prisión en terribles condiciones. Gannibal comenzó entonces a vivir con otra mujer, Cristina Regina Siöberg. Se casaron en Tallin en 1736, un año después del nacimiento de su primer hijo y mientras aún permanecía casado con su primera mujer. El divorcio no se llevó a cabo hasta 1753. Gannibal fue multado y Dioper fue enviada a un convento. El segundo matrimonio de Gannibal nunca sería legal después del divorcio. El segundo matrimonio con Cristina fue mucho más feliz y él apreció la fidelidad y afecto hacia su persona.
Por el lado paterno, la segunda mujer de Gannibal, Cristina Regina Siöberg, descendía de familias nobles de Escandinavia y Alemania: Siöberg (Suecia), Galtung (Noruega) y Grabow (Dinamarca y Brandeburgo). Tuvieron diez hijos, incluyendo un hijo, Osip. Osip tendría una hija, Nadezhda, la madre de Aleksandr Pushkin. El hijo mayor, Iván, llegó a ser oficial de la marina. Fundó la ciudad de Jersón en 1779.
Cabe mencionar que algunos aristócratas británicos descienden de Gannibal, tales como Natalia Grosvenor, duquesa de Westminster y David Mountbatten, tercer Marqués de Milford Haven.

## Biografías
- Life of Ganibal por D. S. Anuchin, 1899
- Notes on prosody: And Abram Gannibal por Vladímir Nabókov, 1964
- Абрам Петрович Ганнибал [Abram Petrovich Gannibal] por Георг Леетс Georg Leets, Таллин [Tallin], paperback 1984
- Abram Hanibal - l’aïeul noir de Pouchkine por Dieudonné Gnammankou, paperback, Paris 1996
- Жизнь Ганнибала – прадеда Пушкина [The Life of Hannibal, Pushkin's Great Grandfather] by Наталья Константиновна Телетова [Natalia Konstantínovna Teletova], hardback, St. Petersburg 2004
- The Moor of St Petersburg: In the Footsteps of a Black Russian, por Frances Somers Cocks, paperback 2005
- Gannibal: the Moor of Petersburg, por Hugh Barnes, hardback 2005
- Abram Hannibal and the Raiders of the Sands, por Frances Somers Cocks, paperback 2003 [historical novel for children]
- Abram Hannibal and the Battle for the Throne, por Frances Somers Cocks, paperback 2003

## Adaptaciones cinematográficas (su vida)
- Skaz pro to, kak tsar Pyotr arapa zhenil (1976)